# Cantó de Chalais
El cantó de Chalais és un cantó del departament francès del Charente, a la regió de la Nova Aquitània. Està inclòs al districte d'Angulema i té 13 municipis. El cap cantonal és Chalais.

## Municipis
- Bardenac
- Bazac
- Brie-sous-Chalais
- Chalais
- Courlac
- Curac
- Médillac
- Montboyer
- Saint-Avit
- Saint-Quentin-de-Chalais
- Orival
- Rioux-Martin
- Yviers

## Història
| Data d'elecció                           | Identitat        | Partit                         | Qualitat |
| ---------------------------------------- | ---------------- | ------------------------------ | -------- |
| 1945-1970                                | M. Colombier     | Divers droite, després radical |          |
| 1970-1988                                | Hubert Tournerie | Divers droite, després RPR     |          |
| 1988-2001                                | Jean Lacamoire   | PS, després Divers droite      |          |
| 2001-                                    | Joël Boniface    | Divers droite, després UMP     |          |
| les dades anteriors no són pas conegudes |                  |                                |          |
|                                          |                  |                                |          |